# Volîțea, Huseatîn
Volîțea (în ucraineană Волиця) este un sat în comuna Kalaharivka din raionul Huseatîn, regiunea Ternopil, Ucraina.

## Demografie
Componența lingvistică a localității Volîțea
     Ucraineană (99,67%)
     Alte limbi (0,33%)
Conform recensământului din 2001, majoritatea populației localității Volîțea era vorbitoare de ucraineană (99,67%), existând în minoritate și vorbitori de alte limbi.